# Zhu Zhu Xia Zhi Ying Xiong Zhu Shao Nian
GG Bond: Guarda,  é um filme de 2017 de animação chinesa, de fantasia e aventura, dirigido por Lu Jinming e Zhong Yu.  É a sequência de GG Bond, seguido de GG Bond Movie: Ultimate Battle, filme de 2015. Foi lançado na China pela Le Visão Pictures em 7 de Janeiro de 2017.

## Elenco
- Jackson Yi[2]
- Chen Yi[2]
- Zhang Zikun[2]
- Rong Yan[2]
- Zhuang Chengsong[2]
- Li Taicheng[2]
- Liu Qingyang[2]
- Chan Chi Wing[2]

## Orçamento
Na China, o filme faturou mais de trinta milhões de dólar.